# Eudorylas rurestris
Eudorylas rurestris är en tvåvingeart som beskrevs av Kuznetzov 1990. Eudorylas rurestris ingår i släktet Eudorylas och familjen ögonflugor. Inga underarter finns listade i Catalogue of Life.